# اعتماد به نفس

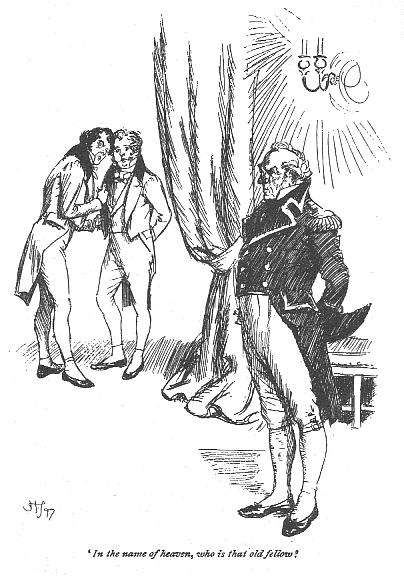
Persuasion Illustration Chapter 1

خودباوری یا اعتماد به نفس (به انگلیسی: Self-confidence)، یکی از ویژگی‌های روانی است که شخص در آن به‌دلیل تجربه‌های قبلی، به توانایی‌ها و استعدادهای خود در موفقیت انجام کارها به‌طور موفقیت‌آمیز اعتماد و باور دارد. خصوصیت دارا بودن اعتمادِ به خویشتن، نقش حیاتی در توسعه و پیشرفت و موفقیت فرد دارد. پژوهشگران دریافتند که برخلاف آنچه تصور می‌شود، اعتماد به نفس کودکان تا پنج سالگی به‌طور کامل شکل می‌گیرد. محققان آمریکایی می‌گویند کودکان، زمانی که پنج ساله می‌شوند، از احساس اعتماد به نفسی برخوردار هستند که به لحاظ تکامل با بزرگسالان قابل مقایسه است. تاکنون گمان می‌رفت که کودکان تا پیش از رسیدن به سنی که به دبستان بروند، کم‌سن و سال هستند و نمی‌توانند احساس منفی یا مثبتی به خود داشته باشند؛ اما این موضوع، صحیح نیست؛ زیرا وقتی عصبانی و ناراحت هستیم و کودکی را در آغوش می‌گیریم کودک به‌شدت احساس ناراحتی می‌کند؛ ولی هنگامی که ما آرامش، احساس عشق و اعتماد به نفس داریم و کودکی را در آغوش می‌گیریم کودک در آغوش ما آرام می‌گیرید و لبخند می‌زند؛ پس، کودکان کاملاً احساسات ما را درک می‌کنند.

## رابطهٔ والدین سخت‌گیر و اعتماد به نفس اشخاص به خود
براساس روان‌شناسان برجسته، روش‌های سخت‌گیرانه والدین، منجر به کاهش اعتماد به نفس در فرزندانشان می‌شود؛ چرا که این امر، باعث عدم قدرت تصمیم‌گیری فرد شده و در وضعیت‌های گوناگون، او را به چالش می‌کشد.
اعتماد به نفس، عامل اکتسابی است که از بدو تولد، پایه‌های آن در ذهن هر یک از انسان‌ها گذاشته می‌شود و به مرور زمان، این امر، گسترده‌تر و عمیق‌تر می‌شود. متأسفانه در بسیاری از خانواده‌های سنتی، چون مهم‌ترین مسئله برای والدین، حرف‌شنوی و تسلیم بودن فرزندان است، اغلب با ایجاد محدودیت‌های غیرضروری و مشکل‌آفرین، مانع رشد اعتماد به نفس در کودکانشان شده که همین امر در بزرگ‌سالی باعث عدم خودباوری و اتکای به نفس در آنان می‌شود.

## رفتارهای کلاسی دانش‌آموزان و اعتماد به‌نفس
دانش‌آموزان بخش زیادی از وقت خود را در مدارس و کلاس‌های درس می‌گذرانند و رفتارها و وقایعی که در کلاس می‌گذرد تأثیر قابل توجهی بر میزان اعتماد به‌نفس آن‌ها خواهد گذاشت تداعی اهداف واقع‌گرایانه برای دانش‌آموزان یکی از عوامل مهم اثرگذار تقویت اعتماد به‌نفس آن‌هاست و هنگامی که معلم و والدین انتظارات غیرقابل دسترسی را از دانش‌آموز خود داشته باشند، امکان کاهش اعتماد به‌نفس یک دانش‌آموز وجود خواهد داشت.
کوثر آرین نژاد، از پژوهشگران تعلیم و تربیت در تحقیقی به اعتماد به نفس دانش آموزان پرداخته‌است وی محیط کلاس و مدرسه را موقعیت و مکان خوبی برای ارتقای عزت نفس و خودباوری در دانش آموزان می‌شمارد

## مربع اعتماد به نفس
در حقیقت اعتماد به نفس، تقابلی است از این چهار پدیده:
1. باور
2. رفتار
3. احساس
4. عشق

اگرچه نقطه شروع اعتماد به نفس باورهای مثبت و پیش‌برنده است، هر یک از این سه، چون اضلاع یک مثلث بر دو ضلع دیگر اثر می‌گذارد.
در واقع هر باور و تفکر مثبت، رفتار مثبتی به دنبال می‌آورد و بروز این رفتار، احساس مثبت خاصی در شخص ایجاد می‌کند. این احساس مثبت، آن باور اولیه را تقویت می‌کند و باورهای استوار، رفتارهای استوارتر و گسترده‌تری به دنبال دارند که به نوبهٔ خود، باعث به‌وجود آمدن احساسی عالی می‌شوند.

## تکنیک‌های ساده برای افزایش اعتماد به نفس
1. با اعتماد رفتار کنید؛ برای مثال، سرتان را بالا نگه دارید، قوز نکنید و صاف بنشینید، کمی شانه‌هایتان را عقب ببرید تا کمرتان صاف باشد و مستقیم به مخاطبتان نگاه کنید.
2. لباس مناسب بپوشید؛ زمانی که ظاهر مناسبی دارید احساس بهتری نیز خواهید داشت. اگر لباس و وسایلی انتخاب کنید که مناسب شخصیت و شغل و سبک زندگی‌تان بوده و باعث شوند که احساس خوبی داشته باشید، ناخودآگاه اعتماد به‌نفس‌تان افزایش می‌یابد.
3. با قاطعیت صحبت کنید؛ سخنرانان بزرگ با اطمینان و قاطعیت و با لحنی ثابت و ریتمیک حرف می‌زنند.
4. مثبت‌اندیش باشید؛ انرژی مثبت، منجر به شکل‌گیری نتایج مثبت می‌شود؛ پس نیمهٔ پر لیوان را ببینید و ذهنتان را بر فعل توانستن متمرکز کنید.
5. فعالیت کنید؛ بی‌تحرکی و انجام ندادن هیچ کاری، ترس و شک را افزایش می‌دهد و در مقابل، فعالیت، اعتماد و شجاعت را بیش‌تر می‌کند.
6. آماده باشید؛ آمادگی، مانع عملکرد ضعیف می‌شود؛ آمادگی بیش‌تر باعث می‌شود که به قابلیت‌ها و توانایی‌های خود اعتماد بیش‌تری داشته باشید.
7. خودتان را دوست داشته باشید و تصویری را که از خود دارید بهبود دهید؛ اگر قصد دارید که در جمعی حاضر شوید یا فعالیت جدیدی را انجام دهید؛ اما از انجام آن، هراس دارید، می‌توانید از تکنیک‌های «ان ال پی» نیز استفاده کنید. تصویری که از خود دارید را ویرایش کنید؛ بدین صورت که به یک رفتار در گذشته فکر کنید که به‌خوبی در آن، مهارت داشتید؛ سپس این تصویر و حس خوب را به اکنون بیاورید و جایگزین تصویر فعلی کنید؛ خواهید دید که ترس و اضطراب شما کاهش یافته و عملکرد بهتری خواهید داشت.[۶]
8. برچسب نزدن؛ برای مثال، از کلماتی همچون: خپِل یا خرس گنده… استفاده نکنید و به‌جای این کلمات از «من به تو افتخار می‌کنم» یا «تو می‌توانی» … استفاده کنید.
9. ارتباط با افراد دارای اعتماد به نفس بالا؛ زمانی که به اشخاص خودپندار و «با اعتماد به نفس بالا» ارتباط برقرار کنید، از او الگو گرفته و خود، اعتماد به نفس بالایی خواهید یافت.
10. ورزش کنید؛ ورزش کردن و داشتن تناسب اندام، باعث ایجاد اعتماد به نفس بالایی خواهد شد.
11. چند هدف را برای خود، تعیین کرده و مراحل دستیابی به آن‌ها را نیز مشخص کنید. یادتان باشد که این اهداف نباید حتماً اهدافی بزرگ باشند. همیشه این مثَل را در ذهن خود داشته باشید: «سنگ بزرگ، نشانه نزدن است». این هدف‌ها می‌توانند چیزهایی کوچک، همچون: پخت کیک یا برنامه‌ریزی برای گذارندن یک شب با دوستان باشند؛ فقط کافی است که تعدادی از آن‌ها را انجام دهید تا بتوانید موارد انجام‌داده‌شده را در لیست برنامه‌های خود، تیک بزنید. تیک زدن این لیست باعث افزایش اعتماد به نفس شما با توجه به توانایی‌های‌تان شده و به شما در انجام کارهای‌تان کمک می‌کند.

## اعتماد به نفس در کودکان
پرورش اعتماد به نفس در کودکان مهم‌ترین عامل برای مقابله با چالش‌هایی است که در بزرگسالی با آن رو به رو می‌شوند. اعتماد به نفس یک فرد عمدتاً در دوران کودکی شکل می‌گیرد. کودکان با اعتماد به نفس معمولاً در بزرگسالی بیشتر از زندگی خود لذت می‌برند و کمتر با افسردگی مواجه می‌شوند. کمبود اعتماد به نفس کودک باعث می‌شود بعداً در دوران نوجوانی توانایی ارتباط با همسالان خود را نداشته باشد و یک شخص گوشه‌گیر و منزوی شود.

## نشانه‌های کمبود اعتماد به نفس
1. شخص دوست دارد که شبیه افراد دیگر باشد.
2. احساس حقارت و ناتوانی.
3. ناتوانی در تصمیم‌گیری‌های ساده.
4. ترس از انجام کارهای جدید.
5. ناامیدی به آینده.
6. دچار استرس شدن در رویارویی با وضعیت جدید.
7. دشواری در ابراز و بیان احساسات.
8. ابراز نیاز شدید به مورد توجه و تشویق قرار گرفتن از سوی دیگران.
9. زورگویی کودک (مبتلا به ضعف نفس) به افراد کم‌سن‌تر از خود.
10. کم‌حرف بودن کودک در اجتماع.

## پیامدهای منفی نداشتن اعتماد به نفس کافی
عدم داشتن اعتماد به نفس کافی می‌تواند پیامدهای منفی گسترده‌ای برای یک فرد داشته باشد. در زیر تعدادی از این پیامدها را بررسی خواهیم کرد:
۱. روابط شخصی: عدم اعتماد به نفس ممکن است باعث شود که شخص دچار مشکلات در برقراری و حفظ روابط شخصی شود. این شخص ممکن است به خود شک و تردید برسد و به دلیل نداشتن اعتماد به نفس، نتواند به طور صحیح با دیگران ارتباط برقرار کند و روابط عمیق و معناداری را تجربه کند.
۲. عملکرد تحصیلی و شغلی: اعتماد به نفس ضروری است برای دستیابی به موفقیت در تحصیلات و شغل. وقتی کسی به خود اعتماد ندارد، ممکن است در مواجهه با چالش‌ها و موقعیت‌های جدید به راحتی ناامید شود و از فرصت‌های بالقوه عبور کند. همچنین، عدم اعتماد به نفس می‌تواند تاثیر منفی بر عملکرد کاری داشته باشد و باعث کاهش بهره‌وری و عدم ارضایش در شغل گردد.
۳. رشد شخصی: اعتماد به نفس مهمترین عامل برای رشد و توسعه شخصی است. وقتی اعتماد به نفس وجود ندارد، فرد ممکن است تمایلی به خودباوری نداشته باشد و از به دست آوردن تجربه‌های جدید و مواجهه با تغییرات در زندگی خود بپرهیزد. این می‌تواند باعث محدود شدن رشد و توسعه فردی شود.
۴. سلامت روانی: عدم اعتماد به نفس ممکن است باعث افزایش استرس، اضطراب و افسردگی شود. فردی که به خودش اعتماد ندارد ممکن است درگیر افکار منفی و خودتحقیری شود و باعث شود که احساس تنهایی و ناراحتی بیشتری داشته باشد.